# Welcome to Sweden
Welcome to Sweden è una sitcom svedese del 2014 ideata dal comico Greg Poehler, incentrata sulla storia di un contabile statunitense che lascia il suo lavoro per trasferirsi in Svezia con la sua fidanzata, originaria del paese scandinavo.
Trasmessa per la prima volta sul canale svedese TV4 il 21 marzo 2014 la serie è autobiografica: lo stesso Poehler's, infatti, ha lasciato gli Stati Uniti nel 2006 per trasferirsi in Svezia, paese natale della sua fidanzata. Welcome to Sweden rappresenta la prima produzione "internazionale" di TV4, dato che contiene dialoghi e argomenti che riguardano tanto la Svezia quanto gli USA. La serie, che nel 2015 ha raggiunto la sua seconda e ultima stagione (ogni stagione è composta da dieci episodi), è stata trasmessa anche negli Stati Uniti d'America dalla NBC.
In Italia, la serie è inedita.

## Episodi
| Stagione         | Episodi | Prima TV Svezia | Prima TV Italia |
| ---------------- | ------- | --------------- | --------------- |
| Prima stagione   | 10      | 2014            | inedita         |
| Seconda stagione | 10      | 2015            | inedita         |

## Personaggi principali
- Greg Poehler è Bruce Evans, un liberale che rifiuta le sue origini conservatrici, e che, una volta giunto in Svezia, deve confrontarsi con un diverso background culturale e sociale.[2]
- Josephine Bornebusch è Emma Wiik, una donna indipendente e poco incline all'ironia che tenta di far adattare Bruce alla nuova "vita svedese" e convincere la sua famiglia che è l'uomo giusto per lei[3]
- Lena Olin è Viveka Börjesson, la mamma di Emma. Psicologa, Viveka è una donna dal carattere deciso, e si oppone al rapporto tra sua figlia e Bruce
- Claes Månsson è Birger Wiik, il padre di Emma, e un capitano di mare in pensione.
- Christopher Wagelin è Gustav Wiik, il fratello perdigiorno di Emma, sempre alla ricerca di modi per evitare di lavorare.
- Per Svensson è Bengt Wiik, il fratello più giovane di Birger, che lavora in un negozio di noleggio video ed è ossessionato dai film americani
- Illeana Douglas è Nancy Evans, la mamma casalinga di Bruce.
- Patrick Duffy è Wayne Evans, il padre di Bruce. Classico uomo conservatore e cristiano del Midwest, Wayne vede con sospetto le idee liberali della famiglia di Emma, e dello stesso Bruce.